# Saison 2024-2025 des Pacers de l'Indiana
La saison 2024-2025 des Pacers de l'Indiana est la 58e saison de la franchise et la 49e saison au sein de la National Basketball Association (NBA).
Les 1er avril, les Pacers se qualifient pour les playoffs. 
Le 31 mai, ils deviennent champions de la Conférence Est et se qualifient pour les Finales NBA en s'imposant 4 victoires à 2 face aux Knicks de New York. Pascal Siakam est élu MVP des finales de la conférence Est. Lors des précédents tours, ils ont battu les Bucks de Milwaukee (4-1) au premier tour et les Cavaliers de Cleveland (4-1) en demi-finales de conférence.
Le 22 juin, ils s'inclinent lors des Finales NBA face au Thunder d'Oklahoma City (3-4).

## Draft
| Tour | Choix | Joueur          | Poste | Nationalité | Provenance                 |
| ---- | ----- | --------------- | ----- | ----------- | -------------------------- |
| 1    | 36    | Juan Núñez      | PG    | Espagne     | Ratiopharm Ulm (Allemagne) |
| 2    | 49    | Tristen Newton  | PG/SG | États-Unis  | Huskies du Connecticut     |
| 2    | 50    | Enrique Freeman | SF/PF | États-Unis  | Zips d'Akron               |

## Matchs

### Summer League
| Summer League Total: 1-4 |

| Match | Date match | Équipe    | Score        | Meilleur marqueur    | Meilleur rebondeur  | Meilleur passeur    | Lieux Spectateurs      | Série |
| ----- | ---------- | --------- | ------------ | -------------------- | ------------------- | ------------------- | ---------------------- | ----- |
| 1     | 12 juillet | Brooklyn  | D 95-97 (OT) | Jarace Walker (25)   | Oscar Tshiebwe (19) | Quenton Jackson (5) | Cox Pavilion 0         | 0 - 1 |
| 2     | 14 juillet | Minnesota | D 94-105     | Johnny Furphy (18)   | Oscar Tshiebwe (9)  | Tristen Newton (7)  | Cox Pavilion 0         | 0 - 2 |
| 3     | 16 juillet | Phoenix   | V 98-94      | Jarace Walker (19)   | Enrique Freeman (9) | Jackson, Newton (6) | Cox Pavilion 0         | 1 - 2 |
| 4     | 18 juillet | Denver    | D 71-86      | Tristen Newton (15)  | Jarace Walker (11)  | Jarace Walker (6)   | Thomas & Mack Center 0 | 1 - 3 |
| 5     | 20 juillet | Cleveland | D 93-100     | Quenton Jackson (22) | Trois joueurs (6)   | Tristen Newton (4)  | Thomas & Mack Center 0 | 1 - 4 |

### Pré-saison
| Pré-saison Total: 2-2 (Domicile : 1-1; Extérieur : 1-1) |

| Match | Date match | Équipe      | Score          | Meilleur marqueur       | Meilleur rebondeur  | Meilleur passeur      | Lieux Spectateurs                 | Série |
| ----- | ---------- | ----------- | -------------- | ----------------------- | ------------------- | --------------------- | --------------------------------- | ----- |
| 1     | 8 octobre  | @ Atlanta   | D 130-131      | Pascal Siakam (15)      | Cole Swider (6)     | Trois joueurs (4)     | State Farm Arena 10 378           | 0 - 1 |
| 2     | 10 octobre | @ Cleveland | V 129-117      | Bennedict Mathurin (25) | James Wiseman (10)  | T. J. McConnell (5)   | Rocket Mortgage FieldHouse 16 019 | 1 - 1 |
| 3     | 14 octobre | Memphis     | D 116-120      | Jarace Walker (15)      | Freeman, Turner (7) | Newton, Sheppard (5)  | Gainbridge Fieldhouse 11 221      | 1 - 2 |
| 4     | 17 octobre | Charlotte   | V 121-116 (OT) | Myles Turner (18)       | James Wiseman (6)   | Tyrese Haliburton (5) | Gainbridge Fieldhouse 11 835      | 2 - 2 |

### Saison régulière
| Saison régulière Total: 50-32 (Domicile : 29-12; Extérieur : 21-20) |

| Match | Date match | Équipe       | Score          | Meilleur marqueur       | Meilleur rebondeur    | Meilleur passeur          | Lieux Spectateurs            | Série |
| ----- | ---------- | ------------ | -------------- | ----------------------- | --------------------- | ------------------------- | ---------------------------- | ----- |
| 1     | 23 octobre | @ Détroit    | V 115-109      | Myles Turner (20)       | Myles Turner (9)      | Pascal Siakam (9)         | Little Caesars Arena 20 062  | 1 - 0 |
| 2     | 25 octobre | @ New York   | D 98-123       | Bennedict Mathurin (20) | Myles Turner (7)      | Haliburton, McConnell (5) | Madison Square Garden 19 812 | 1 - 1 |
| 3     | 27 octobre | Philadelphie | D 114-118 (OT) | Tyrese Haliburton (22)  | Aaron Nesmith (7)     | Andrew Nembhard (8)       | Gainbridge Fieldhouse 17 274 | 1 - 2 |
| 4     | 28 octobre | @ Orlando    | D 115-119      | Pascal Siakam (26)      | Trois joueurs (9)     | Tyrese Haliburton (10)    | Kia Center 18 846            | 1 - 3 |
| 5     | 30 octobre | Boston       | V 135-132 (OT) | Bennedict Mathurin (30) | Mathurin, Siakam (11) | Tyrese Haliburton (12)    | Gainbridge Fieldhouse 17 274 | 2 - 3 |

| Match                                  | Date match   | Équipe                | Score     | Meilleur marqueur       | Meilleur rebondeur      | Meilleur passeur        | Lieux Spectateurs               | Série  |
| -------------------------------------- | ------------ | --------------------- | --------- | ----------------------- | ----------------------- | ----------------------- | ------------------------------- | ------ |
| 6                                      | 1er novembre | @ La Nouvelle-Orléans | D 118-125 | Ben Sheppard (20)       | Isaiah Jackson (8)      | Tyrese Haliburton (11)  | Smoothie King Center 15 133     | 2 - 4  |
| 7                                      | 4 novembre   | @ Dallas              | V 134-127 | Myles Turner (30)       | Myles Turner (11)       | Tyrese Haliburton (12)  | American Airlines Center 19 613 | 3 - 4  |
| 8                                      | 6 novembre   | Orlando               | V 118-111 | Bennedict Mathurin (20) | Bennedict Mathurin (11) | McConnell, Nembhard (5) | Gainbridge Fieldhouse 16 218    | 4 - 4  |
| 9                                      | 8 novembre   | @ Charlotte           | D 83-103  | Pascal Siakam (27)      | Myles Turner (10)       | Tyrese Haliburton (9)   | Spectrum Center 17 024          | 4 - 5  |
| 10                                     | 10 novembre  | New York              | V 132-121 | Bennedict Mathurin (38) | Mathurin, Siakam (8)    | Tyrese Haliburton (14)  | Gainbridge Fieldhouse 17 274    | 5 - 5  |
| 11                                     | 13 novembre  | @ Orlando             | D 90-94   | Pascal Siakam (25)      | Bennedict Mathurin (12) | Tyrese Haliburton (11)  | Kia Center 17 087               | 5 - 6  |
| 12                                     | 15 novembre  | Miami*                | D 111-124 | Obi Toppin (21)         | Jarace Walker (7)       | Tyrese Haliburton (8)   | Gainbridge Fieldhouse 17 274    | 5 - 7  |
| 13                                     | 17 novembre  | Miami                 | V 119-110 | Myles Turner (34)       | Bennedict Mathurin (12) | Tyrese Haliburton (13)  | Gainbridge Fieldhouse 16 184    | 6 - 7  |
| 14                                     | 18 novembre  | @ Toronto             | D 119-130 | Bennedict Mathurin (28) | Pascal Siakam (10)      | T. J. McConnell (7)     | Scotiabank Arena 19 025         | 6 - 8  |
| 15                                     | 20 novembre  | @ Houston             | D 113-130 | Quenton Jackson (24)    | Myles Turner (9)        | Tyrese Haliburton (8)   | Toyota Center 16 087            | 6 - 9  |
| 16                                     | 22 novembre  | @ Milwaukee*          | D 117-129 | Pascal Siakam (25)      | Bennedict Mathurin (9)  | Tyrese Haliburton (9)   | Fiserv Forum 17 341             | 6 - 10 |
| 17                                     | 24 novembre  | Washington            | V 115-103 | Pascal Siakam (22)      | Myles Turner (10)       | Tyrese Haliburton (9)   | Gainbridge Fieldhouse 17 274    | 7 - 10 |
| 18                                     | 25 novembre  | La Nouvelle-Orléans   | V 114-110 | Tyrese Haliburton (34)  | Mathurin, Turner (9)    | Tyrese Haliburton (13)  | Gainbridge Fieldhouse 16 059    | 8 - 10 |
| 19                                     | 27 novembre  | Portland              | V 121-114 | Pascal Siakam (29)      | Bennedict Mathurin (10) | Tyrese Haliburton (10)  | Gainbridge Fieldhouse 17 274    | 9 - 10 |
| 20                                     | 29 novembre  | Détroit*              | D 106-130 | Pascal Siakam (21)      | Myles Turner (10)       | Tyrese Haliburton (5)   | Gainbridge Fieldhouse 17 274    | 9 - 11 |
| *Matchs comptant pour la NBA Cup 2024. |              |                       |           |                         |                         |                         |                                 |        |

| Match                                 | Date match   | Équipe              | Score     | Meilleur marqueur       | Meilleur rebondeur     | Meilleur passeur       | Lieux Spectateurs            | Série   |
| ------------------------------------- | ------------ | ------------------- | --------- | ----------------------- | ---------------------- | ---------------------- | ---------------------------- | ------- |
| 21                                    | 1er décembre | @ Memphis           | D 121-136 | Bennedict Mathurin (19) | Bennedict Mathurin (9) | Tyrese Haliburton (7)  | FedExForum 15 901            | 9 - 12  |
| 22                                    | 3 décembre   | @ Toronto*          | D 111-122 | Tyrese Haliburton (30)  | Obi Toppin (9)         | Tyrese Haliburton (6)  | Scotiabank Arena 17 741      | 9 - 13  |
| 23                                    | 4 décembre   | @ Brooklyn          | D 90-99   | Tyrese Haliburton (17)  | Furphy, Turner (7)     | Tyrese Haliburton (8)  | Barclays Center 16 748       | 9 - 14  |
| 24                                    | 6 décembre   | @ Chicago           | V 132-123 | Tyrese Haliburton (23)  | Trois joueurs (7)      | Tyrese Haliburton (8)  | United Center 19 544         | 10 - 14 |
| 25                                    | 8 décembre   | Charlotte           | D 109-113 | T. J. McConnell (30)    | Pascal Siakam (11)     | Tyrese Haliburton (8)  | Gainbridge Fieldhouse 17 274 | 10 - 15 |
| 26                                    | 13 décembre  | @ Philadelphie      | V 121-107 | Tyrese Haliburton (32)  | Siakam, Toppin (8)     | Tyrese Haliburton (11) | Wells Fargo Center 19 771    | 11 - 15 |
| 27                                    | 15 décembre  | La Nouvelle-Orléans | V 119-104 | Pascal Siakam (22)      | Jarace Walker (9)      | Tyrese Haliburton (10) | Gainbridge Fieldhouse 16 792 | 12 - 15 |
| 28                                    | 19 décembre  | @ Phoenix           | V 120-111 | Pascal Siakam (25)      | Pascal Siakam (18)     | Tyrese Haliburton (12) | Footprint Center 17 071      | 13 - 15 |
| 29                                    | 22 décembre  | @ Sacramento        | V 122-95  | Pascal Siakam (19)      | Pascal Siakam (10)     | T. J. McConnell (10)   | Golden 1 Center 17 832       | 14 - 15 |
| 30                                    | 23 décembre  | @ Golden State      | V 111-105 | Myles Turner (23)       | Myles Turner (10)      | Tyrese Haliburton (12) | Chase Center 18 064          | 15 - 15 |
| 31                                    | 26 décembre  | Oklahoma City       | D 114-120 | Andrew Nembhard (23)    | Myles Turner (11)      | Tyrese Haliburton (8)  | Gainbridge Fieldhouse 17 274 | 15 - 16 |
| 32                                    | 27 décembre  | @ Boston            | D 105-142 | Tyrese Haliburton (19)  | Pascal Siakam (9)      | Tyrese Haliburton (9)  | TD Garden 19 156             | 15 - 17 |
| 33                                    | 29 décembre  | @ Boston            | V 123-114 | Tyrese Haliburton (31)  | Nembhard, Siakam (8)   | Andrew Nembhard (8)    | TD Garden 19 156             | 16 - 17 |
| 34                                    | 31 décembre  | Milwaukee           | D 112-120 | Bennedict Mathurin (25) | Myles Turner (10)      | Tyrese Haliburton (7)  | Gainbridge Fieldhouse 17 274 | 16 - 18 |
| *Match comptant pour la NBA Cup 2024. |              |                     |           |                         |                        |                        |                              |         |

| Match | Date match | Équipe        | Score     | Meilleur marqueur       | Meilleur rebondeur      | Meilleur passeur       | Lieux Spectateurs                 | Série   |
| ----- | ---------- | ------------- | --------- | ----------------------- | ----------------------- | ---------------------- | --------------------------------- | ------- |
| 35    | 2 janvier  | @ Miami       | V 128-115 | Tyrese Haliburton (33)  | Pascal Siakam (11)      | Tyrese Haliburton (15) | Kaseya Center 19 959              | 17 - 18 |
| 36    | 4 janvier  | Phoenix       | V 126-108 | Tyrese Haliburton (27)  | Bennedict Mathurin (10) | Tyrese Haliburton (8)  | Gainbridge Fieldhouse 17 274      | 18 - 18 |
| 37    | 6 janvier  | @ Brooklyn    | V 113-99  | Tyrese Haliburton (23)  | Pascal Siakam (6)       | Tyrese Haliburton (8)  | Barclays Center 16 088            | 19 - 18 |
| 38    | 8 janvier  | Chicago       | V 129-113 | Pascal Siakam (26)      | Thomas Bryant (8)       | Tyrese Haliburton (13) | Gainbridge Fieldhouse 16 758      | 20 - 18 |
| 39    | 10 janvier | Golden State  | V 108-96  | Haliburton, Siakam (25) | Bennedict Mathurin (10) | Tyrese Haliburton (10) | Gainbridge Fieldhouse 17 274      | 21 - 18 |
| 40    | 12 janvier | @ Cleveland   | V 108-93  | Andrew Nembhard (19)    | Jarace Walker (12)      | T. J. McConnell (8)    | Rocket Mortgage FieldHouse 19 432 | 22 - 18 |
| 41    | 14 janvier | Cleveland     | D 117-127 | Pascal Siakam (23)      | Pascal Siakam (7)       | Andrew Nembhard (9)    | Gainbridge Fieldhouse 16 035      | 22 - 19 |
| 42    | 16 janvier | @ Détroit     | V 111-100 | Myles Turner (28)       | Pascal Siakam (7)       | Tyrese Haliburton (8)  | Little Caesars Arena 16 366       | 23 - 19 |
| 43    | 18 janvier | Philadelphie  | V 115-102 | Pascal Siakam (21)      | Myles Turner (11)       | Tyrese Haliburton (9)  | Gainbridge Fieldhouse 17 274      | 24 - 19 |
| 44    | 23 janvier | San Antonio   | D 110-140 | Bennedict Mathurin (24) | Nembhard, Siakam (4)    | Andrew Nembhard (8)    | AccorHotels Arena 15 935          | 24 - 20 |
| 45    | 25 janvier | @ San Antonio | V 136-98  | Tyrese Haliburton (28)  | Pascal Siakam (11)      | Andrew Nembhard (9)    | AccorHotels Arena 15 979          | 25 - 20 |
| 46    | 29 janvier | Détroit       | V 133-119 | Pascal Siakam (37)      | Haliburton, Turner (7)  | Tyrese Haliburton (8)  | Gainbridge Fieldhouse 16 275      | 26 - 20 |

| Match                  | Date match  | Équipe          | Score          | Meilleur marqueur      | Meilleur rebondeur     | Meilleur passeur       | Lieux Spectateurs            | Série   |
| ---------------------- | ----------- | --------------- | -------------- | ---------------------- | ---------------------- | ---------------------- | ---------------------------- | ------- |
| 47                     | 1er février | Atlanta         | V 132-127      | Pascal Siakam (20)     | Siakam, Toppin (9)     | Tyrese Haliburton (9)  | Gainbridge Fieldhouse 17 274 | 27 - 20 |
| 48                     | 3 février   | @ Utah          | V 112-111      | Pascal Siakam (22)     | Aaron Nesmith (7)      | Andrew Nembhard (8)    | Delta Center 18 175          | 28 - 20 |
| 49                     | 4 février   | @ Portland      | D 89-112       | Andrew Nembhard (17)   | Bennedict Mathurin (7) | Tyrese Haliburton (6)  | Little Caesars Arena 16 005  | 28 - 21 |
| 50                     | 6 février   | @ L.A. Clippers | V 119-112      | Pascal Siakam (33)     | Pascal Siakam (11)     | Tyrese Haliburton (8)  | Intuit Dome 13 458           | 29 - 21 |
| 51                     | 8 février   | @ L.A. Lakers   | D 117-124      | Pascal Siakam (23)     | Thomas Bryant (8)      | Tyrese Haliburton (9)  | Crypto.com Arena 18 997      | 29 - 22 |
| 52                     | 11 février  | New York        | D 115-128      | Pascal Siakam (24)     | Thomas Bryant (9)      | Tyrese Haliburton (8)  | Gainbridge Fieldhouse 16 685 | 29 - 23 |
| 53                     | 12 février  | @ Washington    | V 134-130 (OT) | Obi Toppin (31)        | Thomas Bryant (11)     | T. J. McConnell (9)    | Capital One Arena 11 457     | 30 - 23 |
| NBA All-Star Game 2025 |             |                 |                |                        |                        |                        |                              |         |
| 54                     | 20 février  | Memphis         | V 127-113      | Tyrese Haliburton (22) | Myles Turner (10)      | Tyrese Haliburton (9)  | Gainbridge Fieldhouse 17 274 | 31 - 23 |
| 55                     | 23 février  | L.A. Clippers   | V 129-111      | Tyrese Haliburton (29) | Pascal Siakam (12)     | Tyrese Haliburton (12) | Gainbridge Fieldhouse 16 950 | 32 - 23 |
| 56                     | 24 février  | Denver          | D 116-125      | Myles Turner (23)      | Pascal Siakam (9)      | Tyrese Haliburton (15) | Gainbridge Fieldhouse 16 549 | 32 - 24 |
| 57                     | 26 février  | Toronto         | V 111-91       | Tyrese Haliburton (33) | Myles Turner (10)      | Myles Turner (11)      | Gainbridge Fieldhouse 16 596 | 33 - 24 |
| 58                     | 28 février  | @ Miami         | D 120-125      | Pascal Siakam (36)     | Nesmith, Siakam (6)    | Andrew Nembhard (11)   | Kaseya Center 19 850         | 33 - 25 |

| Match | Date match | Équipe          | Score          | Meilleur marqueur       | Meilleur rebondeur      | Meilleur passeur        | Lieux Spectateurs            | Série   |
| ----- | ---------- | --------------- | -------------- | ----------------------- | ----------------------- | ----------------------- | ---------------------------- | ------- |
| 59    | 2 mars     | Chicago         | V 127-112      | Aaron Nesmith (27)      | Siakam, Turner (6)      | Tyrese Haliburton (12)  | Gainbridge Fieldhouse 17 028 | 34 - 25 |
| 60    | 4 mars     | Houston         | V 115-102      | Tyrese Haliburton (28)  | Andrew Nembhard (6)     | Tyrese Haliburton (15)  | Gainbridge Fieldhouse 15 513 | 35 - 25 |
| 61    | 6 mars     | @ Atlanta       | D 118-124      | Pascal Siakam (35)      | Siakam, Turner (9)      | Andrew Nembhard (10)    | State Farm Arena 15 656      | 35 - 26 |
| 62    | 8 mars     | @ Atlanta       | D 118-120      | Bennedict Mathurin (30) | Bennedict Mathurin (8)  | Andrew Nembhard (12)    | State Farm Arena 17 057      | 35 - 27 |
| 63    | 10 mars    | @ Chicago       | D 103-121      | Myles Turner (15)       | Johnny Furphy (8)       | Quenton Jackson (5)     | United Center 20 697         | 35 - 28 |
| 64    | 11 mars    | Milwaukee       | V 115-114      | Pascal Siakam (25)      | Pascal Siakam (12)      | Tyrese Haliburton (10)  | Gainbridge Fieldhouse 15 008 | 36 - 28 |
| 65    | 14 mars    | @ Philadelphie  | V 112-100      | Pascal Siakam (27)      | Obi Toppin (8)          | Tyrese Haliburton (10)  | Wells Fargo Center 19 758    | 37 - 28 |
| 66    | 15 mars    | @ Milwaukee     | D 119-126      | Aaron Nesmith (30)      | Pascal Siakam (7)       | Tyrese Haliburton (15)  | Fiserv Forum 17 729          | 37 - 29 |
| 67    | 17 mars    | @ Minnesota     | V 132-130 (OT) | Obi Toppin (34)         | Obi Toppin (10)         | T. J. McConnell (13)    | Target Center 17 955         | 38 - 29 |
| 68    | 19 mars    | Dallas          | V 135-131      | Pascal Siakam (29)      | Bennedict Mathurin (7)  | Andrew Nembhard (8)     | Gainbridge Fieldhouse 15 078 | 39 - 29 |
| 69    | 20 mars    | Brooklyn        | V 105-99 (OT)  | Bennedict Mathurin (28) | Bennedict Mathurin (16) | Pascal Siakam (5)       | Gainbridge Fieldhouse 15 008 | 40 - 29 |
| 70    | 22 mars    | Brooklyn        | V 108-103      | Pascal Siakam (26)      | Haliburton, Turner (8)  | Tyrese Haliburton (12)  | Gainbridge Fieldhouse 17 274 | 41 - 29 |
| 71    | 24 mars    | Minnesota       | V 119-103      | Tyrese Haliburton (24)  | Myles Turner (9)        | Tyrese Haliburton (11)  | Gainbridge Fieldhouse 17 274 | 42 - 29 |
| 72    | 26 mars    | L.A. Lakers     | D 119-120      | Bennedict Mathurin (23) | Myles Turner (12)       | Tyrese Haliburton (18)  | Gainbridge Fieldhouse 17 274 | 42 - 30 |
| 73    | 27 mars    | @ Washington    | V 162-109      | Tyrese Haliburton (29)  | T. J. McConnell (9)     | McConnell, Nembhard (8) | Capital One Arena 15 393     | 43 - 30 |
| 74    | 29 mars    | @ Oklahoma City | D 111-132      | Tyrese Haliburton (18)  | Pascal Siakam (9)       | Andrew Nembhard (7)     | Paycom Center 18 203         | 43 - 31 |
| 75    | 31 mars    | Sacramento      | V 111-109      | Aaron Nesmith (24)      | Trois joueurs (7)       | Tyrese Haliburton (11)  | Gainbridge Fieldhouse 16 341 | 44 - 31 |

| Match | Date match | Équipe      | Score           | Meilleur marqueur       | Meilleur rebondeur     | Meilleur passeur       | Lieux Spectateurs            | Série   |
| ----- | ---------- | ----------- | --------------- | ----------------------- | ---------------------- | ---------------------- | ---------------------------- | ------- |
| 76    | 2 avril    | Charlotte   | V 119-105       | Tyrese Haliburton (22)  | Myles Turner (9)       | Tyrese Haliburton (10) | Gainbridge Fieldhouse 16 042 | 45 - 31 |
| 77    | 4 avril    | Utah        | V 140-112       | Myles Turner (26)       | Turner, Walker (7)     | Tyrese Haliburton (11) | Gainbridge Fieldhouse 17 274 | 46 - 31 |
| 78    | 6 avril    | @ Denver    | V 125-120       | Myles Turner (24)       | Nesmith, Walker (6)    | Tyrese Haliburton (14) | Ball Arena 19 932            | 47 - 31 |
| 79    | 8 avril    | Washington  | V 104-98        | Pascal Siakam (24)      | Myles Turner (11)      | Tyrese Haliburton (6)  | Gainbridge Fieldhouse 16 144 | 48 - 31 |
| 80    | 10 avril   | Cleveland   | V 114-112       | Tyrese Haliburton (23)  | Haliburton, Siakam (8) | Myles Turner (10)      | Gainbridge Fieldhouse 17 020 | 49 - 31 |
| 81    | 11 avril   | Orlando     | D 115-129       | Bennedict Mathurin (20) | Tony Bradley (9)       | Sept joueurs (3)       | Gainbridge Fieldhouse 17 010 | 49 - 32 |
| 82    | 13 avril   | @ Cleveland | V 126-118 (2OT) | Quenton Jackson (21)    | Tony Bradley (14)      | RayJ Dennis (6)        | Rocket Arena 19 432          | 50 - 32 |

### Playoffs
| Playoffs Total: 15-8 (Domicile : 8-3; Extérieur : 7-5) |

| Match | Date match | Équipe      | Score          | Meilleur marqueur      | Meilleur rebondeur      | Meilleur passeur       | Lieux Spectateurs            | Série |
| ----- | ---------- | ----------- | -------------- | ---------------------- | ----------------------- | ---------------------- | ---------------------------- | ----- |
| 1     | 19 avril   | Milwaukee   | V 117-98       | Pascal Siakam (25)     | Haliburton, Siakam (7)  | Tyrese Haliburton (12) | Gainbridge Fieldhouse 17 274 | 1 - 0 |
| 2     | 22 avril   | Milwaukee   | V 123-115      | Pascal Siakam (34)     | Pascal Siakam (11)      | Tyrese Haliburton (12) | Gainbridge Fieldhouse 17 274 | 2 - 0 |
| 3     | 25 avril   | @ Milwaukee | D 101-117      | Pascal Siakam (38)     | Haliburton, Nesmith (7) | Tyrese Haliburton (10) | Fiserv Forum 17 942          | 2 - 1 |
| 4     | 27 avril   | @ Milwaukee | V 129-103      | Myles Turner (23)      | Tyrese Haliburton (8)   | Tyrese Haliburton (15) | Fiserv Forum 17 855          | 3 - 1 |
| 5     | 29 avril   | Milwaukee   | V 119-118 (OT) | Tyrese Haliburton (26) | Aaron Nesmith (12)      | Tyrese Haliburton (9)  | Gainbridge Fieldhouse 17 274 | 4 - 1 |

| Match | Date match | Équipe      | Score     | Meilleur marqueur       | Meilleur rebondeur    | Meilleur passeur       | Lieux Spectateurs            | Série |
| ----- | ---------- | ----------- | --------- | ----------------------- | --------------------- | ---------------------- | ---------------------------- | ----- |
| 1     | 4 mai      | @ Cleveland | V 121-112 | Andrew Nembhard (23)    | Myles Turner (11)     | Tyrese Haliburton (13) | Rocket Arena 19 432          | 1 - 0 |
| 2     | 6 mai      | @ Cleveland | V 120-119 | Nesmith, Turner (23)    | Tyrese Haliburton (9) | Andrew Nembhard (13)   | Rocket Arena 19 432          | 2 - 0 |
| 3     | 9 mai      | Cleveland   | D 104-126 | Bennedict Mathurin (23) | Aaron Nesmith (7)     | T. J. McConnell (7)    | Gainbridge Fieldhouse 17 274 | 2 - 1 |
| 4     | 11 mai     | Cleveland   | V 129-109 | Pascal Siakam (21)      | Myles Turner (7)      | T. J. McConnell (8)    | Gainbridge Fieldhouse 17 274 | 3 - 1 |
| 5     | 13 mai     | @ Cleveland | V 114-105 | Tyrese Haliburton (31)  | Aaron Nesmith (13)    | Tyrese Haliburton (8)  | Rocket Arena 19 432          | 4 - 1 |

| Match | Date match | Équipe     | Score          | Meilleur marqueur       | Meilleur rebondeur     | Meilleur passeur       | Lieux Spectateurs            | Série |
| ----- | ---------- | ---------- | -------------- | ----------------------- | ---------------------- | ---------------------- | ---------------------------- | ----- |
| 1     | 21 mai     | @ New York | V 138-135 (OT) | Tyrese Haliburton (31)  | Obi Toppin (10)        | Tyrese Haliburton (11) | Madison Square Garden 19 812 | 1 - 0 |
| 2     | 23 mai     | @ New York | V 114-109      | Pascal Siakam (39)      | Tyrese Haliburton (8)  | Tyrese Haliburton (11) | Madison Square Garden 19 812 | 2 - 0 |
| 3     | 25 mai     | New York   | D 100-106      | Tyrese Haliburton (20)  | Aaron Nesmith (7)      | Tyrese Haliburton (7)  | Gainbridge Fieldhouse 17 274 | 2 - 1 |
| 4     | 27 mai     | New York   | V 130-121      | Tyrese Haliburton (32)  | Tyrese Haliburton (12) | Tyrese Haliburton (15) | Gainbridge Fieldhouse 17 274 | 3 - 1 |
| 5     | 29 mai     | @ New York | D 94-111       | Bennedict Mathurin (23) | Bennedict Mathurin (9) | Tyrese Haliburton (6)  | Madison Square Garden 19 812 | 3 - 2 |
| 6     | 31 mai     | New York   | V 125-108      | Pascal Siakam (31)      | Haliburton, Toppin (6) | Tyrese Haliburton (13) | Gainbridge Fieldhouse 17 274 | 4 - 2 |

| Match | Date match | Équipe          | Score     | Meilleur marqueur       | Meilleur rebondeur      | Meilleur passeur          | Lieux Spectateurs            | Série |
| ----- | ---------- | --------------- | --------- | ----------------------- | ----------------------- | ------------------------- | ---------------------------- | ----- |
| 1     | 5 juin     | @ Oklahoma City | V 111-110 | Pascal Siakam (19)      | Aaron Nesmith (12)      | Haliburton, Nembhard (6)  | Paycom Center 18 203         | 1 - 0 |
| 2     | 8 juin     | @ Oklahoma City | D 107-123 | Tyrese Haliburton (17)  | Pascal Siakam (7)       | Haliburton, McConnell (6) | Paycom Center 18 203         | 1 - 1 |
| 3     | 11 juin    | Oklahoma City   | V 116-107 | Bennedict Mathurin (27) | Tyrese Haliburton (9)   | Tyrese Haliburton (11)    | Gainbridge Fieldhouse 17 274 | 2 - 1 |
| 4     | 13 juin    | Oklahoma City   | D 104-111 | Pascal Siakam (20)      | Aaron Nesmith (9)       | Tyrese Haliburton (7)     | Gainbridge Fieldhouse 17 274 | 2 - 2 |
| 5     | 16 juin    | @ Oklahoma City | D 109-120 | Pascal Siakam (28)      | Bennedict Mathurin (8)  | Tyrese Haliburton (6)     | Paycom Center 18 203         | 2 - 3 |
| 6     | 19 juin    | Oklahoma City   | V 108-91  | Obi Toppin (20)         | Pascal Siakam (13)      | T. J. McConnell (6)       | Gainbridge Fieldhouse 17 274 | 3 - 3 |
| 7     | 22 juin    | @ Oklahoma City | D 91-103  | Bennedict Mathurin (24) | Bennedict Mathurin (13) | Andrew Nembhard (6)       | Paycom Center 18 203         | 3 - 4 |

### Confrontations en saison régulière
| Conférence Est      | Conférence Est                              | Conférence Est                              | Conférence Est                              | Conférence Est                              | Conférence Ouest                            | Conférence Ouest                            | Conférence Ouest                            | Conférence Ouest                            |
| Division Atlantique | Division Atlantique                         | Division Atlantique                         | Division Atlantique                         | Division Atlantique                         | Division Nord-Ouest                         | Division Nord-Ouest                         | Division Nord-Ouest                         | Division Nord-Ouest                         |
| Équipe              | Domicile                                    | Domicile                                    | Extérieur                                   | Extérieur                                   | Équipe                                      | Équipe                                      | Domicile                                    | Extérieur                                   |
| ------------------- | ------------------------------------------- | ------------------------------------------- | ------------------------------------------- | ------------------------------------------- | ------------------------------------------- | ------------------------------------------- | ------------------------------------------- | ------------------------------------------- |
| Boston              | 135-132 (OT)                                |                                             | 105-142                                     | 123-114                                     | Denver                                      | 116-125                                     |                                             | 125-120                                     |
| Brooklyn            | 105-99 (OT)                                 | 108-103                                     | 90-99                                       | 113-99                                      | Minnesota                                   | 119-103                                     |                                             | 132-130 (OT)                                |
| New York            | 132-121                                     | 115-128                                     | 98-123                                      |                                             | Oklahoma City                               | 114-120                                     |                                             | 111-132                                     |
| Philadelphie        | 114-118 (OT)                                | 115-102                                     | 121-107                                     | 112-100                                     | Portland                                    | 121-114                                     |                                             | 89-112                                      |
| Toronto             | 111-91                                      |                                             | 119-130                                     | 111-122                                     | Utah                                        | 140-112                                     |                                             | 112-111                                     |
| Division            | 10–7 (Domicile : 6–2; Extérieur : 4–5)      | 10–7 (Domicile : 6–2; Extérieur : 4–5)      | 10–7 (Domicile : 6–2; Extérieur : 4–5)      | 10–7 (Domicile : 6–2; Extérieur : 4–5)      | Division                                    | 6–4 (Domicile : 3–2; Extérieur : 3–2)       | 6–4 (Domicile : 3–2; Extérieur : 3–2)       | 6–4 (Domicile : 3–2; Extérieur : 3–2)       |
| Division Centrale   | Division Centrale                           | Division Centrale                           | Division Centrale                           | Division Centrale                           | Division Pacifique                          | Division Pacifique                          | Division Pacifique                          | Division Pacifique                          |
| Équipe              | Domicile                                    | Domicile                                    | Extérieur                                   | Extérieur                                   | Équipe                                      | Équipe                                      | Domicile                                    | Extérieur                                   |
| Chicago             | 129-113                                     | 127-112                                     | 132-123                                     | 103-121                                     | Golden State                                | 108-96                                      |                                             | 111-105                                     |
| Cleveland           | 117-127                                     | 114-112                                     | 108-93                                      | 126-118 (2OT)                               | L.A. Clippers                               | 129-111                                     |                                             | 119-112                                     |
| Détroit             | 106-130                                     | 133-119                                     | 115-109                                     | 111-100                                     | L.A. Lakers                                 | 119-120                                     |                                             | 117-124                                     |
|                     |                                             |                                             |                                             |                                             | Phoenix                                     | 126-108                                     |                                             | 120-111                                     |
| Milwaukee           | 112-120                                     | 115-114                                     | 117-129                                     | 119-126                                     | Sacramento                                  | 111-109                                     |                                             | 122-95                                      |
| Division            | 10–6 (Domicile : 5–3; Extérieur : 5–3)      | 10–6 (Domicile : 5–3; Extérieur : 5–3)      | 10–6 (Domicile : 5–3; Extérieur : 5–3)      | 10–6 (Domicile : 5–3; Extérieur : 5–3)      | Division                                    | 8–2 (Domicile : 4–1; Extérieur : 4–1)       | 8–2 (Domicile : 4–1; Extérieur : 4–1)       | 8–2 (Domicile : 4–1; Extérieur : 4–1)       |
| Division Sud-Est    | Division Sud-Est                            | Division Sud-Est                            | Division Sud-Est                            | Division Sud-Est                            | Division Sud-Ouest                          | Division Sud-Ouest                          | Division Sud-Ouest                          | Division Sud-Ouest                          |
| Équipe              | Domicile                                    | Domicile                                    | Extérieur                                   | Extérieur                                   | Équipe                                      | Équipe                                      | Domicile                                    | Extérieur                                   |
| Atlanta             | 132-127                                     |                                             | 118-124                                     | 118-120                                     | Dallas                                      | 135-131                                     |                                             | 134-127                                     |
| Charlotte           | 109-113                                     | 119-105                                     | 83-103                                      |                                             | Houston                                     | 115-102                                     |                                             | 113-130                                     |
| Miami               | 111-124                                     | 119-110                                     | 128-115                                     | 120-125                                     | Memphis                                     | 127-113                                     |                                             | 121-136                                     |
| Orlando             | 118-111                                     | 115-129                                     | 115-119                                     | 90-94                                       | New Orleans                                 | 114-110                                     | 119-104                                     | 118-125                                     |
| Washington          | 115-103                                     | 104-98                                      | 134-130 (OT)                                | 162-109                                     | San Antonio                                 | 110-140                                     |                                             | 136-98                                      |
| Division            | 10–8 (Domicile : 6–3; Extérieur : 4–5)      | 10–8 (Domicile : 6–3; Extérieur : 4–5)      | 10–8 (Domicile : 6–3; Extérieur : 4–5)      | 10–8 (Domicile : 6–3; Extérieur : 4–5)      | Division                                    | 7–4 (Domicile : 5–1; Extérieur : 2–3)       | 7–4 (Domicile : 5–1; Extérieur : 2–3)       | 7–4 (Domicile : 5–1; Extérieur : 2–3)       |
| Conférence          | 29–22 (Domicile : 17–8; Extérieur : 12–14)  | 29–22 (Domicile : 17–8; Extérieur : 12–14)  | 29–22 (Domicile : 17–8; Extérieur : 12–14)  | 29–22 (Domicile : 17–8; Extérieur : 12–14)  | Conférence                                  | 21–10 (Domicile : 12–4; Extérieur : 9–6)    | 21–10 (Domicile : 12–4; Extérieur : 9–6)    | 21–10 (Domicile : 12–4; Extérieur : 9–6)    |
| Total               | 50–32 (Domicile : 29–12; Extérieur : 21–20) | 50–32 (Domicile : 29–12; Extérieur : 21–20) | 50–32 (Domicile : 29–12; Extérieur : 21–20) | 50–32 (Domicile : 29–12; Extérieur : 21–20) | 50–32 (Domicile : 29–12; Extérieur : 21–20) | 50–32 (Domicile : 29–12; Extérieur : 21–20) | 50–32 (Domicile : 29–12; Extérieur : 21–20) | 50–32 (Domicile : 29–12; Extérieur : 21–20) |

## Classements

### Saison régulière
| Conférence Est | Conférence Est             | Conférence Est | Conférence Est | Conférence Est | Conférence Est | Conférence Est | Conférence Est |
| No             | Franchise                  | Vic.           | Déf.           | MJ             | V/D            | GB             |                |
| -------------- | -------------------------- | -------------- | -------------- | -------------- | -------------- | -------------- | -------------- |
| 1              | Cavaliers de Cleveland - c | 64             | 18             | 82             | .780           | –              |                |
| 2              | Celtics de Boston - y      | 61             | 21             | 82             | .744           | 3              |                |
| 3              | Knicks de New York - x     | 51             | 31             | 82             | .622           | 13             |                |
| 4              | Pacers de l'Indiana - x    | 50             | 32             | 82             | .610           | 14             |                |
| 5              | Bucks de Milwaukee - x     | 48             | 34             | 82             | .585           | 16             |                |
| 6              | Pistons de Détroit - x     | 44             | 38             | 82             | .537           | 20             |                |
|                |                            |                |                |                |                |                |                |
| 7              | Magic d'Orlando - y        | 41             | 41             | 82             | .500           | 23             |                |
| 8              | Hawks d'Atlanta - pi       | 40             | 42             | 82             | .488           | 24             |                |
| 9              | Bulls de Chicago - pi      | 39             | 43             | 82             | .476           | 25             |                |
| 10             | Heat de Miami - x          | 37             | 45             | 82             | .451           | 27             |                |
|                |                            |                |                |                |                |                |                |
| 11             | Raptors de Toronto - o     | 30             | 52             | 82             | .366           | 34             |                |
| 12             | Nets de Brooklyn - o       | 26             | 56             | 82             | .317           | 38             |                |
| 13             | 76ers de Philadelphie - o  | 24             | 58             | 82             | .293           | 40             |                |
| 14             | Hornets de Charlotte - o   | 19             | 63             | 82             | .232           | 45             |                |
| 15             | Wizards de Washington - o  | 18             | 64             | 82             | .220           | 46             |                |

| Division Centrale          | V  | D  | MJ | V/D  | GB | Dom   | Ext   | Neu | Div  |
| -------------------------- | -- | -- | -- | ---- | -- | ----- | ----- | --- | ---- |
| Cavaliers de Cleveland - c | 64 | 18 | 82 | .780 | –  | 34-7  | 30-11 | 0-0 | 12-4 |
| Pacers de l'Indiana - x    | 50 | 32 | 82 | .610 | 14 | 29-11 | 20-20 | 1-1 | 10-6 |
| Bucks de Milwaukee - x     | 48 | 34 | 82 | .585 | 16 | 27-14 | 20-20 | 1-0 | 9-7  |
| Pistons de Détroit - x     | 44 | 38 | 82 | .537 | 20 | 22-19 | 22-19 | 0-0 | 5-11 |
| Bulls de Chicago - pi      | 39 | 43 | 82 | .476 | 25 | 18-23 | 21-20 | 0-0 | 4-12 |

### NBA In-Season Tournament
| Rang | Équipe              | %     | J | G | P | Pp  | Pc  | Diff |
| ---- | ------------------- | ----- | - | - | - | --- | --- | ---- |
| 1    | Bucks de Milwaukee  | 1.000 | 4 | 4 | 0 | 462 | 412 | 50   |
| 2    | Pistons de Détroit  | .750  | 4 | 3 | 1 | 447 | 440 | 7    |
| 3    | Heat de Miami       | .500  | 4 | 2 | 2 | 459 | 439 | 20   |
| 4    | Raptors de Toronto  | .250  | 4 | 1 | 3 | 413 | 430 | -17  |
| 5    | Pacers de l'Indiana | .000  | 4 | 0 | 4 | 445 | 505 | -60  |